# Füchtorf

Luftbild des Ortsteiles von 2009

Füchtorf ist ein Ortsteil der Stadt Sassenberg, Kreis Warendorf, im Münsterland (Nordrhein-Westfalen).

## Geographie

### Lage
Füchtorf liegt, umgeben von den Ortschaften Glandorf, Bad Laer, Versmold, Sassenberg und Milte, im nördlichen Teil des Münsterlandes.
Größere Städte in der Umgebung sind (im Uhrzeigersinn genannt, beginnend im Norden):
- Osnabrück (ca. 30 km nördlich)
- Bielefeld (ca. 38 km östlich)
- Warendorf (ca. 12 km südlich)
- Münster (ca. 35 km westlich)

Die Bever, die durch den Zusammenfluss von Salz- und Süßbach in Glandorf/Schierloh entsteht, durchfließt Füchtorf im Bereich Harkotten. Sie bildet ab hier für einige Kilometer die Grenze zwischen Füchtorf und Glandorf, und gleichzeitig zwischen den Bundesländern Nordrhein-Westfalen und Niedersachsen.
Die höchste Erhebung des Ortes ist der Heppel.
Das große Füchtorfer Moor ist heute Naturschutzgebiet.

### Ortsgliederung
Zu Füchtorf gehören neben dem Ortskern die Bauerschaften Rippelbaum, Twillingen, Subbern und Elve, sowie die Herrlichkeit Harkotten. Insgesamt leben in Füchtorf ca. 3.500 Einwohner.

## Bauwerke

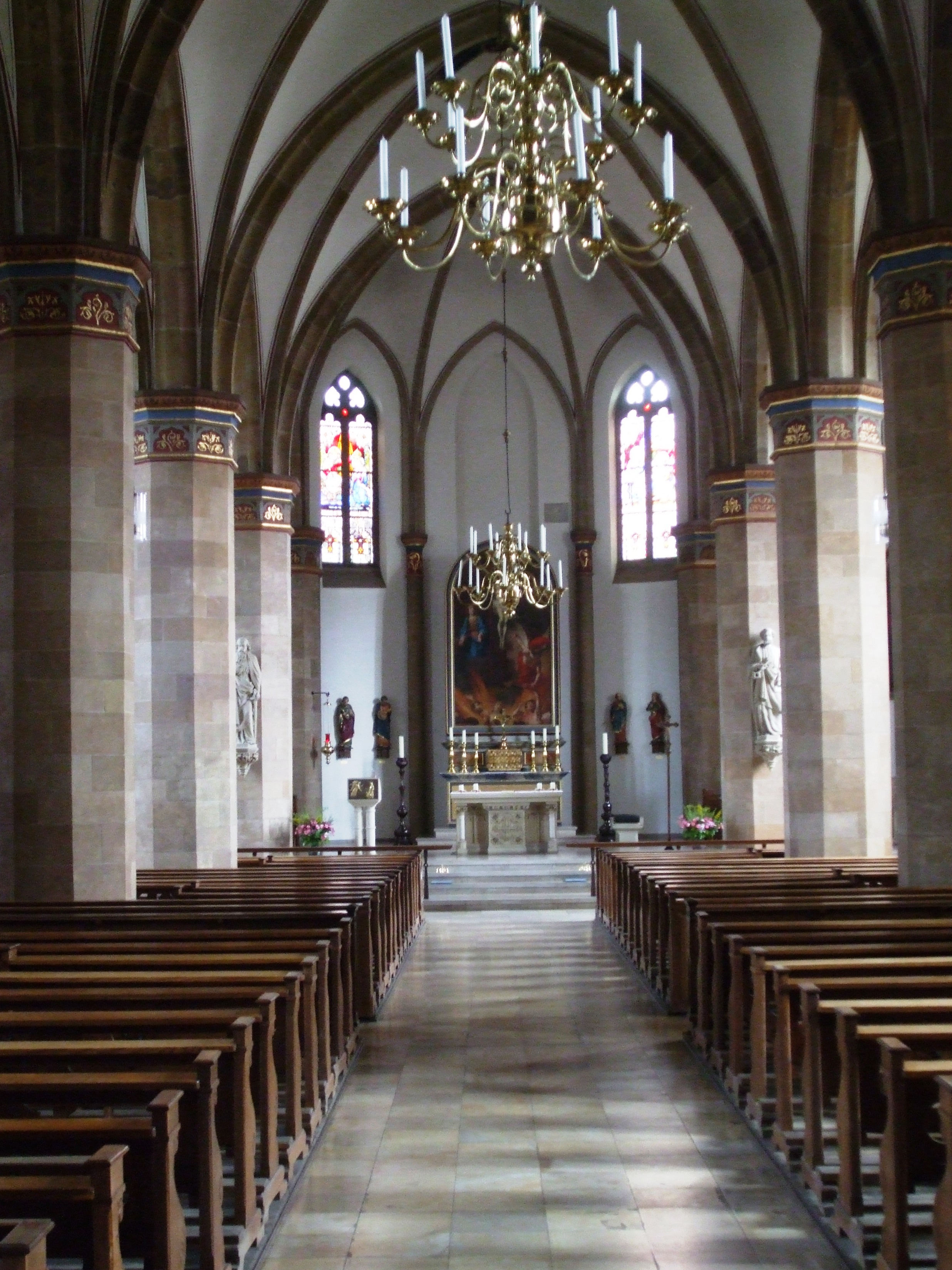
Pfarrkirche St. Mariä Himmelfahrt

In der Ortsmitte steht die Kirche St. Mariä Himmelfahrt. Vom Thie führt ein Bruchsteintorbogen zur Kirche, welcher ehemals vermutlich zur Kirchplatzbegrenzung gehörte.
Ca. 1,5 km nördlich des Ortskerns befindet sich das Doppelschloss Harkotten, Sitz der Adelsgeschlechter von Korff und von Ketteler. Das Kettlersche Schloss dient heute als Firmensitz der Firma sieger design.

## Geschichte
Füchtorf findet sich 1134 als Ochthepe und Vuchtorp, 1146 als Veytorpe (Viehttorpe) und 1231 als Vuchtorpe, 1288 als Wuchtorpe und im 15. Jahrhundert als Vechtorpe. 1134 findet sich die heutige Bauernschaft Elve (Elfve), 1288 Subbern (Sutheborne).
Der Name Vuchtorp leitet sich von den Rittern von Vuchtorp ab, deren Geschlecht männlicherseits 1270 erlischt. Durch die Erbtochter Wendelmondis von Vuchtorp ging das Patronatsrecht über die örtliche Kirche auf Heinrich von Korff über.
Im 15. Jahrhundert erscheint Füchtorf in einem Abgaberegister für Schweine an das Kloster Freckenhorst (Registum porcorum): „Vuchtorp. Heseker 1 p. geheiten de Meder, de junge to Twillingen 1p.“
- 1134 erstmals in einer Urkunde des Rudolf von Steinfurt erwähnt[6]

- 1134 Der münsterische Bischof Werner von Steußlingen bestätigt dem Kloster Lette den Besitz einer Manse in Füchtorf
- 1251 erste Erwähnung der Pfarrei und des Kirchspiels Füchtorf (Joannes plebanus in Vughtorpe), die Kirche war wohl eine Eigenkirche der Ritter von Füchtorf.[8][9] Der Bau einer Kapelle auf Harkotten wurde hingegen erst 1332 durch Bischof Ludwig II. genehmigt.[10]
- 1254: Der Ritter Henricus Korff kommt aus der Grafschaft Mark an der Lippe nach Vuchthorpe (Füchtorf) und heiratet Ludmodis, die Erbtochter des dort ansässigen Ritters. Die Familie bewohnte die Burg auf dem jetzigen Kirchplatz.
- 1309 wurde die Burg Harkotten dem Stift Münster als Offenhaus übertragen[8]
- 21. April 1392: Bischof Otto IV. von Hoya zieht in einer Fehde gegen die Grafen von Tecklenburg raubend durch Füchtorf.[11]
- 1613 Bau des Harkottenschen Armenhauses im Kirchspiel Füchtorf[12]
- 1823: Bürgermeisterei Füchtorf (Kirchspiel Füchtorf und Milte)
- 1830: Auflösung der Bürgermeisterei (Füchtorf wird der Bürgermeisterei Sassenbergs, Milte der Ostbeverns zugeordnet) (Einwohner: 1921)
- 1895: Pfarrdorf Füchtorf (Einwohner: Füchtorf: 1653; Rippelbaum: 185; Subbern: 133)
- 1931: Landwirtschaftsgemeinde, Ortsklasse D (Einwohner: 2020)[13]
- 1. Juli 1969: Die bis dahin eigenständige Gemeinde Füchtorf wird in die Stadt Sassenberg eingegliedert.[14]

## Entwicklung
Im Jahr 2012 wurde Füchtorf beim Wettbewerb Unser Dorf hat Zukunft zum Golddorf auf Landesebene gekürt, 2013 folgte Silber auf der Bundesebene.

## Wirtschaft
Größtes Unternehmen im Ortsteil ist mit rund 650 Mitarbeitern die zur Heristo AG gehörende Fleisch- und Wurstwarenproduktion Stockmeyer. Im Weichbild dominierend ist allerdings der Spargel-Anbau („Füchtorfer Spargel“), der auf dem dafür bestens geeigneten sandigen Boden der Gemarkung seit 1949 großflächig stattfindet. Heute gilt der Ortsteil mit (Stand 2015) 12 Anbaubetrieben und rund 500 Hektar Anbaufläche als das Spargeldorf im Münsterland. Es finden sich sowohl Kleinbetriebe mit Hofladen als auch Unternehmen der industrialisierten Landwirtschaft.

## Freizeit
Füchtorf liegt an mehreren beschilderten Radwanderwegen.
- 100 Schlösser Route
- Grenzgängerroute Teuto-Ems
- Radweg historische Stadtkerne

## Veranstaltungen
Zu Beginn der Spargelzeit im April findet der Füchtorfer Spargelfrühling statt. Dort werden Füchtorfer Spargel, Spargelpastete und andere Spargelspezialitäten verkauft.
Am letzten Wochenende im April findet in Füchtorf der erste Lauf zur deutschen Meisterschaft im Tractorpulling auf dem Hof Hörstkamp statt.
Jährlich kommen über 15.000 Zuschauer. Das lokale „Green-Monster-Team“ konnte schon nationale und internationale Titel erringen.
Im Mai wird auf dem Schützenplatz zu Harkotten von Samstag bis Montag das jährliche Schützenfest gefeiert.

## Vereine
Das Leben in Füchtorf wird von vielen Aktivitäten zahlreicher Vereine geprägt. Zu diesen Vereinen gehören die Katholische Landjugendbewegung, der Sportverein, der Bürgerschützenverein, die Freiwillige Feuerwehr Sassenberg (Löschzug Füchtorf), der Musikverein, der Spielmannszug, die Landfrauen, die Frauengemeinschaft und der Gewerbeverein. Insgesamt 26 Vereine sind in der „Arbeitsgemeinschaft Füchtorfer Vereine“ organisiert.

## Persönlichkeiten
- Anna zur Steinhorst (-1619), Opfer der Münsteraner Hexenprozesse
- Wilderich von Ketteler (1809–1873), Gutsherr und Politiker
- August Freiherr von Korff (1880–1959), Kommunalpolitiker und ehrenamtlicher Landrat.
- Der Bildhauer Josef Picker (1895–1984) wurde in Füchtorf geboren. Sein Christkönigkreuz steht noch heute hier in der Kirche.
- Heinrich Kemper (1902–1969), Zoologe
- Die Wurzeln des Hollywood-Stars Doris Day (gebürtig Doris Kappelhoff, 1922–2019) lassen sich nach Füchtorf verfolgen, ihr Großvater Franz Josef Wilhelm Kappelhoff wurde dort 1843 geboren.[16]
- Klemens Wesselkock (* 1935), Ministerialdirektor und Vorstandsvorsitzender

## Verkehr
Im ÖPNV wird Füchtorf durch die Buslinien R15 Warendorf–Füchtorf und E14 Ostbevern–Subbern der Westfalenbus GmbH bedient.